# 水祭り
水祭りは、カンボジアの首都プノンペンとシェムリアップで毎年行われる、雨季明けを祝う祭りである。

## 概要
雨季から乾季に変わる11月の、満月の前後3日間にわたって豊かな大河の恵みに感謝する。   
当日は野外ライブが行なわれたり、川に浮かべられた電飾船で古典音楽が奏でられたりするほか、花火が打ち上げられるなど大きな熱気に包まれる。祭りを盛り上げる王宮前のトンレサップ川におけるボートレースは、カンボジア伝統の工法で造られた細長い船を使い、多数が乗り込んで櫂を漕ぎ、1.7キロメートルの直線コースで速さを競う。船は地域コミュニティの中心である仏教寺院が保管している。現在の形になったのはシソワット王時代の1914年から。起源は、12世紀にチャンパ王国の侵攻を防いだジャヤーヴァルマン7世とクメール王朝の繁栄を讃えるための儀式とする説や、16世紀のカンボジア王国時代に水軍の勢力誇示のために行なわれたボートレースをとする説などがある。

### 事故

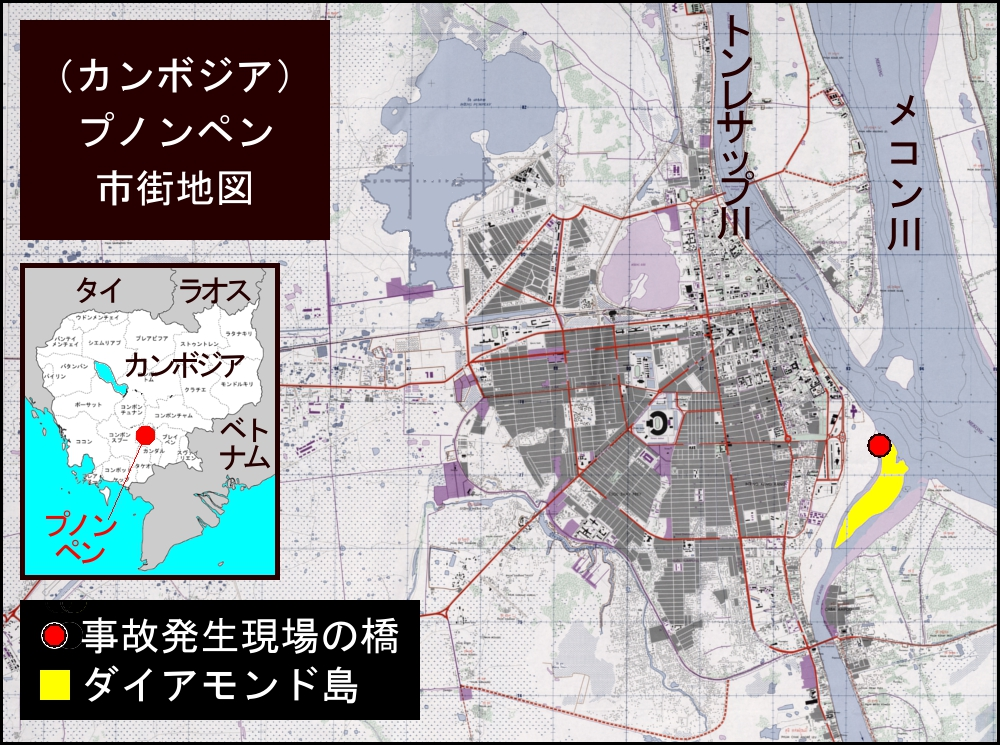
2010年11月22日の夜、 水祭りで起こった、将棋倒し事故の地図

2010年11月22日の夜、水祭りの最終日、プノンペン市内の、ダイヤモンド島と本土を結ぶ橋の上において観客が折り重なる群集事故（いわゆる将棋倒し）が発生。347人が死亡した。フン・セン首相は「ポル・ポト以来最悪の事態だ」と語った。